# Анастасія Патрикія
Анастасія Патрикія (бл. 510 року — бл. 576 року) — свята пустельниця Александрійська. День пам'яті — 10 березня.

## Життєпис
Св. Анастасія походила з благородного візантійського сімейства. Красива і освічена жінка була окрасою імператорського двору. Рано залишилася вдовою, вона зберігала благочестя. Незабаром її без причини імператриця Феодора стала ревнувати до свого чоловіка імператора і свята Анастасія була змушена переховуватися. Таємно найнявши корабель і забравши частину золота що було в неї, залишивши Константинополь, вона відпливла в Александрію. Там вона заснувала поблизу Александрії монастир, де й перебувала, в якому тихо проживала, займаючись рукоділлям. Після смерті імператриці в 548 році, імператор Юстиніан I почав розшукувати втікачку, бо розумів, що кращої дружини йому не знайти. Щоб уникнути шлюбу і повернення до мирської суєти, Анастасія вирушила в скит до авви Даниїла. Той дав їй чоловічий чернечий одяг і розмістив її у віддаленій печері як євнуха Анастасія (нібито чоловіка), приховавши від усіх її справжнє ім'я і стан в суспільстві. Після 28 років молитов і умертвіння плоті, св. Анастасія відійшла до Господа, перед тим написавши на глиняному черепку записку авви Даниїла з повідомленням про те, що скоро вона помре. Той провів з нею останні години її життя і поховав перед входом до печери, де вона трудилася. Тільки після цього він розкрив ім'я Анастасії і повідав історію її життя.
Житіє міститься серед текстів, що об'єднуються в «Житіє авви Даниїла», і відноситься, імовірно, до VII століття.